# 坂口仁美
坂口 仁美（さかぐち ひとみ、1994年1月8日 - ）は、長野県東御市出身の、日本人の女子柔道選手である。階級は44kg級と48kg級。身長145cm。血液型O型。段位は弐段。組み手は右組み。得意技は背負投、寝技。

## 経歴
柔道は6歳の時に東御市東部柔道教室で始めた。
東部中学から小諸商業高校に進むと、2年の時にインターハイ48kg級に出場するが初戦で敗れた。
2012年には国際武道大学へ進むと、全日本ジュニアに新設された44kg級に出場して優勝を飾った。2年の全日本ジュニアでは3位だったが、アジアジュニアでは優勝を果たした。3年の全日本ジュニアでも3位だったものの、世界ジュニア代表に選ばれた。世界ジュニアでは5試合全てを得意の寝技で一本勝ちして優勝を飾った。
2016年に大学を卒業後は、ヤックスケアサービスの所属となった。2017年のヨーロッパカップ・ツェリェ48kg級で優勝するも、2018年の大会では決勝でウクライナのダリア・ビロディドに技ありで敗れて2位だった。2019年のアジアオープン・台北では準決勝でJR東日本の高崎千賀と13分近い戦いの末に反則勝ちするも、決勝では三井住友海上の坂上綾に隅落で敗れて2位にとどまった。2024年には体重別に出場するも、初戦で敗れた。

## 主な戦績
44㎏級での戦績
- 2012年 -　全日本ジュニア　優勝
- 2012年 -　松前カップ　優勝（52kg級）
- 2013年 -　ロシアジュニア国際　優勝
- 2013年 -　全日本ジュニア　3位
- 2013年 -　学生体重別　5位（48kg級）
- 2013年 -　アジアジュニア　優勝
- 2014年 -　ポーランドジュニア国際　優勝
- 2014年 -　全日本ジュニア　3位
- 2014年 -　世界ジュニア　優勝

48㎏級での戦績
- 2017年 -　ヨーロッパカップ・ツェリェ　優勝
- 2018年 -　ヨーロッパカップ・ツェリェ　2位
- 2018年 - 実業個人選手権　3位
- 2019年 - アジアオープン・台北　2位
- 2021年 -　実業個人選手権　3位
- 2023年 -　講道館杯　7位

(出典、JudoInside.com)